# Ilona Lucassen
Ilona Lucassen (24 de mayo de 1997-12 de junio de 2020) fue una deportista neerlandesa que compitió en judo.
Obtuvo una medalla de plata en el Campeonato Europeo de Judo por Equipo Mixto de 2018. Además, ganó una medalla de bronce en el Grand Prix de La Haya en 2018 y tres medallas de oro en el Abierto de Europa (dos en 2018 y una en 2019).
Falleció a los 23 años por suicidio, ocasionado por un cuadro depresivo.

## Palmarés internacional
| Campeonato Europeo por Equipo Mixto | Campeonato Europeo por Equipo Mixto | Campeonato Europeo por Equipo Mixto | Campeonato Europeo por Equipo Mixto |
| Año                                 | Lugar                               | Medalla                             | Categoría                           |
| ----------------------------------- | ----------------------------------- | ----------------------------------- | ----------------------------------- |
| 2018                                | Ekaterimburgo (Rusia)               | Medalla de plata                    | Equipo mixto                        |